# Zorotypus delamarei
Zorotypus delamarei är en jordlusart som beskrevs av Renaud Maurice Adrien Paulian 1949. Zorotypus delamarei ingår i släktet Zorotypus och familjen Zorotypidae. Inga underarter finns listade i Catalogue of Life.